# Serie B AIFA 1986
La Serie B AIFA 1986 è stata la terza edizione del secondo livello del campionato italiano di football americano, organizzato dall'Associazione Italiana Football Americano.

## Regular season

### Classifica

#### Girone Ovest
| Pos. | Squadra                            | %V   | G  | V | N | P  | PF  | PS  |
| ---- | ---------------------------------- | ---- | -- | - | - | -- | --- | --- |
| 1    | Seahawks Bellusco                  | .900 | 10 | 9 | 0 | 1  | 228 | 37  |
| 2    | Etruschi Livorno                   | .650 | 6  | 1 | 3 | 10 | 116 | 47  |
| 3    | Saint George's Knights Alessandria | .650 | 10 | 6 | 1 | 3  | 129 | 83  |
| 4    | Pirates Varazze                    | .500 | 10 | 5 | 0 | 5  | 163 | 141 |
| 5    | Blackreds Aosta                    | .300 | 10 | 3 | 0 | 7  | 99  | 163 |
| 6    | Lancieri Novara                    | .000 | 10 | 0 | 0 | 10 | 26  | 290 |

#### Girone Est
| Pos. | Squadra                  | %V   | G  | V | N | P  | PF  | PS  |
| ---- | ------------------------ | ---- | -- | - | - | -- | --- | --- |
| 1    | Redskins Verona          | .900 | 10 | 9 | 0 | 1  | 264 | 18  |
| 2    | Green Machine Grisignano | .800 | 10 | 8 | 0 | 2  | 158 | 39  |
| 3    | Fighters Pordenone       | .600 | 10 | 6 | 0 | 4  | 176 | 101 |
| 4    | Climbers Predazzo        | .500 | 10 | 5 | 0 | 5  | 169 | 158 |
| 5    | Bears Merano             | .200 | 10 | 2 | 0 | 8  | 106 | 268 |
| 6    | Virgilio Mantova         | .000 | 10 | 0 | 0 | 10 | 20  | 309 |

#### Girone Nord
| Pos. | Squadra              | %V   | G  | V | N | P | PF  | PS  |
| ---- | -------------------- | ---- | -- | - | - | - | --- | --- |
| 1    | Pharaones Garbagnate | .800 | 10 | 8 | 0 | 2 | 210 | 100 |
| 5    | Black Knights Rho    | .750 | 10 | 7 | 1 | 2 | 153 | 73  |
| 4    | Maddogs Milano       | .500 | 10 | 5 | 0 | 5 | 119 | 151 |
| 2    | Red Devils Como      | .400 | 10 | 4 | 0 | 6 | 82  | 156 |
| 6    | Hogs Reggio Emilia   | .350 | 10 | 3 | 1 | 6 | 103 | 130 |
| 3    | Steel Tigers Brescia | .200 | 10 | 2 | 0 | 8 | 94  | 151 |

#### Girone Centro Sud
| Pos. | Squadra          | %V   | G  | V | N | P  | PF  | PS  |
| ---- | ---------------- | ---- | -- | - | - | -- | --- | --- |
| 1    | Dolphins Ancona  | .800 | 10 | 8 | 0 | 2  | 223 | 82  |
| 2    | Seagulls Salerno | .800 | 10 | 8 | 0 | 2  | 228 | 94  |
| 3    | Chiefs Ravenna   | .500 | 10 | 5 | 0 | 5  | 153 | 131 |
| 4    | Cannons Roma     | .500 | 10 | 5 | 0 | 5  | 123 | 150 |
| 5    | Trucks Napoli    | .400 | 10 | 4 | 0 | 6  | 92  | 214 |
| 6    | Crabs Pescara    | .000 | 10 | 0 | 0 | 10 | 70  | 218 |

## Playoff
Accedono ai playoff le prime di ogni girone.
|  | Semifinali | Semifinali           | Semifinali |                 |    | Finale          | Finale | Finale |  |
|  |            |                      |            |                 |    |                 |        |        |  |
|  | 1E         | Redskins Verona      | 28         |                 |    |                 |        |        |  |
|  | 1E         | Redskins Verona      | 28         |                 |    |                 |        |        |  |
|  | 1N         | Pharaones Garbagnate | 0          |                 |    |                 |        |        |  |
|  | 1N         | Pharaones Garbagnate | 0          |                 | 1E | Redskins Verona | 27     |        |  |
|  |            |                      |            |                 | 1E | Redskins Verona | 27     |        |  |
|  |            |                      | 1CS        | Dolphins Ancona | 13 |                 |        |        |  |
|  | 1O         | Seahawks Bellusco    | 1CS        | Dolphins Ancona | 13 | 14              |        |        |  |
|  | 1O         | Seahawks Bellusco    |            |                 |    |                 |        |        |  |
|  | 1CS        | Dolphins Ancona      | 30         |                 |    |                 |        |        |  |

### II SilverBowl
Il II SilverBowl si è disputato domenica 22 giugno 1986 allo Stadio Comunale di San Pellegrino Terme. L'incontro è stato vinto dai Redskins Verona sui Dolphins Ancona con il risultato di 27 a 13.

## Verdetti
- Redskins Verona vincitori del SilverBowl II e promossi in serie A.
- Lancieri Novara, Virgilio Mantova, Steel Tigers Brescia, Crabs Pescara retrocessi in serie C.